# Ismail Ahmed Cachalia
Moulvi, né Ismail Ahmed Cachalia (5 décembre 1908-8 août 2003), est un activiste et homme politique sud-africain, ancien responsable du Congrès indien du Transvaal et du Congrès national africain. Il est l'un des dirigeants de la campagne de résistance passive indienne de 1946 et de la campagne de défiance de 1952.

## Biographie

### Origines et éducation
Ismail Ahmed Cachalia naît au Transvaal le 5 décembre 1908 de Khatija Naani et de Sheth Ahmad Mohammad Cachalia, un militant anti-apartheid et un homme d'affaires d'origine indienne. Il est en prison au moment de la naissance d'Ismail. 
Il termine ses études primaires jusqu'à la classe 5 à la Bree Street Indian School à Johannesburg et déménage dans l'Uttar Pradesh en Inde. Il étudie les Écritures et l'arabe au collège théologique musulman de Deoband pour devenir un Aalim (prêtre).

### Militantisme
Il participe au mouvement de non-coopération en Inde à cette époque, mais retourne en Afrique du Sud en 1931 pour rejoindre son frère, Yusuf Cachalia, dans l'entreprise familiale.
Son frère et lui se joignent à Yusuf Dadoo pour lutter, après 1948, contre l'apartheid mobilisant les jeunes à leur cause. Ils adoptent des actions non violentes et deviennent l'un des dirigeants du Mouvement de résistance passive indien,. 
Au cours des six années suivantes, Cachalia travaille avec d'autres dirigeants du Congrès national africain, dont Nelson Mandela et Albert Lutuli, dans la lutte non violente contre l'oppression du régime d'apartheid et dirige la campagne de défiance de 1952 en tant que chef adjoint, volontaire secondant ainsi Nelson Mandela qui est le volontaire en chef.  
Il est arrêté et condamné à 18 mois de prison avec sursis, sous réserve de se tenir à l'écart des activités politiques.  
En 1955, il assiste à la conférence afro-asiatique de Bandung en tant que délégué du Congrès national africain et du Congrès indien d'Afrique du Sud, avec Moses Kotane. 
Lors de sa participation à la conférence, Cachalia a l'occasion de rencontrer VK Krishna Menon à Londres et Jawaharlal Nehru à Delhi. On le détient au Caire pendant une brève période à son retour en Afrique du Sud, mais il continue ses activités et, après le massacre de Sharpeville de 1960 qui entraîne la mort de 69 personnes, afin d'échapper à l'incarcération, il s'exile en Inde via le Botswana,. 
En Inde, il établit la Mission de l'ANC à New Delhi avec Alfred Nzo qui devient plus tard le premier ministre des Affaires étrangères de l'Afrique du Sud post-apartheid.  
Après le démantèlement définitif de l'apartheid en 1991, l'ANC lui demande de participer à sa campagne lors des premières élections générales au suffrage universel en 1994 en vain. Il prend part à la cérémonie d'inauguration des mémoriaux de Thillaiaadi Valliammai (en)et Swami Nagappen Padayachee à la nation au cimetière de Braamfontein le 15 juillet 1994 avec Walter Sisulu ainsi qu'à la visite de Jyoti Basu à Johannesburg en 1997.

### Vie privée
Cachalia se marie trois fois. Sa première femme meurt, ainsi que son premier enfant peu de temps après elle. Il se marie ensuite avec Maryam Bhana avec qui il a un fils, Yahya, et quatre filles, Hafsa, Saeedah, Rashida et Khaleeda. 
Après la mort de Maryam, il épouse une autre en Inde. Sa fille Khaleeda meurt  un an avant lui. Il meurt le 08 août 2003 à l'âge de 94 ans. 

## Récompenses
Cachalia reçoit le prix du Conseil mondial de la paix en 1955. Le gouvernement indien lui décerne la distinction civile de Padma Shri en 1977. L'autobiographie de Nelson Mandela, Conversations With Myself, contient une courte biographie d'Ismail Cachalia.

## Note et Références

### Note
- (en) Cet article est partiellement ou en totalité issu de l’article de Wikipédia en anglais intitulé « Ismail Ahmed Cachalia » (voir la liste des auteurs).

## Liens
- Notices d'autorité :   - VIAF
  - ISNI
  - LCCN
  - Pays-Bas